# Paradoxo (figura de estilo)
Relacionado com a antítese, o paradoxo é uma figura de pensamento que consiste quando a conotação extrapola o senso comum e a lógica. As expressões assim formuladas tornam-se proposições falsas, à luz do senso comum, mas que podem encerrar verdades do ponto de vista psicológico/poético. Simplificando, é uma afirmação ou opinião que à primeira vista parece ser contraditória, mas na realidade expressa uma verdade possível. Paradoxos viciosos chamam-se oximoros.
Luis Fernando Veríssimo escreveu: "Se você tentou falhar e conseguiu, você descobriu o que é paradoxo." Em língua portuguesa, os paradoxos mais citados estão no célebre soneto de Camões citado ao fecho do artigo.
- Antítese: "Eu sou velho, você é moço."
- Paradoxo: "Eu sou um velho moço."

## Definição de paradoxo
Paradoxo é um conceito absurdo, contrassenso, de disparate. Faz relações contrárias a um sujeito qualquer ou é uma associação de termos contraditórios, que se referem a uma ideia.
Outro exemplo para explicar o paradoxo seria "algo que aconteceu, não acontecendo".
Sendo assim seria correto em uma poesia, mas incorreto no sentido lógico.
A diferença existencial entre antítese e paradoxo, é que antítese toma nota de comparação por contraste ou justaposição de contrários, já o paradoxo reconhece-se como relação interna de contrários

### Exemplos semânticos
| “ | A explosiva descoberta Ainda me atordoa. Estou cego e vejo. Arranco os olhos e vejo | ” |

| “ | Amor é fogo que arde sem se ver; É ferida que dói e não se sente; É um contentamento descontente; É dor que desatina sem doer; É um não querer mais que bem querer; É solitário andar por entre a gente; É nunca contentar-se de contente; É cuidar que se ganha em se perder; É querer estar preso por vontade; É servir a quem vence, o vencedor; É ter com quem nos mata lealdade. Mas como causar pode seu favor Nos corações humanos amizade, se tão contrário a si é o mesmo Amor? | ” |